# Nowhere to Hide (film 1999)
Nowhere to Hide (인정사정 볼 것 없다?, Injeong sajeong bol geot eobtdaLR) è un film del 1999 scritto e diretto da Lee Myung-se.

## Trama
Due poliziotti, gli agenti Woo e Kim, si ritrovano a dover catturare un pericoloso assassino e trafficante di droga, abilissimo nel cambiare continuamente aspetto: Chang Sungmin.

## Distribuzione
In Corea del Sud la pellicola è stata distribuita dalla Cinema Service a partire dal 31 luglio 1999, mentre in Italia dal 24 agosto 2001 dalla Mikado Film.

## Riconoscimenti
- 1999 - Blue Dragon Awards
  - Miglior film a Lee Myung-se
- 2000 - Deauville Film Festival
  - Miglior attore a Park Hoon-Joong
  - Miglior film a Lee Myung-se
  - Miglior fotografia a Song Haeng-ki, Jeong Kwang-seok
  - Miglior regia a Lee Myung-se
- 2000 - Fukuoka Asian Film Festival
  - Gran premio della giuria a Lee Myung-se
- 2000 - Korean Association Of Film Critics Awards
  - Miglior attore a Park Hoon-joong
  - Miglior colonna sonora a Jo Sung-woo